# 福州城门中学
福州城门中学（英文：Fuzhou Chengmen Middle School）是一所位于福建省福州市仓山区城门镇的公办完全中学。学校创建于1896年，其前身为由陈宝琛创办的“全闽大学堂”，历经多次迁址和更名，1954年迁至现址，1970年定名为“福州城门中学”。

## 历史
福州城门中学始创于1896年，由陈宝琛创办“全闽大学堂”。在上世纪，学校经历了多次迁徙和更名：1954年迁至现址时更名为福建省闽侯第一中学，1970年定名为福州城门中学，并沿用至今。

### 近年来的发展
近年来，福州城门中学在稳步提升办学质量的同时，于近两年成为福州外国语学校教育集团的核心成员校，积极参与集团内资源共享与协同办学，推动区域优质教育资源的整合与提升

## 校园与设施
学校位于福州南大门仓山区城门镇，占地约115亩，校舍面积约在1.5万至1.9万平方米之间，设施齐全。

## 教育教学
福州城门中学实行初中与高中一体化管理，注重素质教育与现代化教学手段的结合。学校以“以人为本、立德为先”为办学理念。